# سنت چارلز (کشتی)
سنت چارلز (کشتی) (به انگلیسی: St. Charles (ship)) یک کشتی بود که طول آن ۶۰ فوت (۱۸ متر) بود. این کشتی در سال ۱۹۰۳ ساخته شد.